# Francisco Gil de Federich Tế
Francisco Gil de Federich (1702-1745), tên Việt Nam là Tế, là một linh mục thuộc Dòng Đa Minh, được Giáo hội Công giáo Rôma tôn phong Hiển Thánh vào năm 1988.
Ông sinh ngày 14 tháng 12 năm 1702 tại Tortosa, Tây Ban Nha. Tuyên khấn dòng Đa Minh tại tu viện Barcelona và thụ phong linh mục ngày 29 tháng 3 năm 1727. Ông đến Manila, Philippin vào năm 1733, gia nhập Tỉnh dòng Rất Thánh Mân Côi - tỉnh dòng đặc trách truyền giáo các dân tộc Viễn Đông.
Ông được giám tỉnh Diego Saeng chọn làm thư ký tỉnh dòng trong hai năm 1733-1735. Ông đến Đàng Ngoài mùa thu năm 1735, rao giảng ở các xứ đạo Trực Ninh (Nam Định), Vũ Tiên (Thái Bình), Kẻ Mèn Bắc Trạch và Lục Thủy.
Ngày 3 tháng 6 năm 1737,ông bị bắt trong nhà thờ Lục Thủy do có người tố cáo. Giáo hữu quyên góp tiền thương lượng nhưng không thành. Quan trấn hạ lệnh bắt cả ông Tế và người tố cáo, nhưng người này chạy thoát lên Thăng Long, tố cáo ở phủ Chúa Trịnh rằng quan trấn Sơn Nam ăn hối lộ, dung túng làng đạo Lục Thủy chứa chấp Tây Dương đạo trưởng. Quan trấn phải áp giải Federich - Tế về Thăng Long. 
Trong phiên tòa, các quan án ép ông đạp ảnh thánh nhưng ông quỳ xuống cung kính hôn Thánh Giá. Ngày 10 tháng 7 năm 1738, các quan kết án trảm quyết ông về tội truyền bá “tà đạo”.
Sau đó, nhiều biến cố chính trị xảy ra, bản án tử hình bị quên lãng. Các quan cho phép ông đi thăm viếng giáo hữu ngoài phố chợ và vùng kinh đô. Giám mục Giáo phận Tây Đàng Ngoài, muốn đề cử ông làm Chính xứ Kẻ Chợ (Hà Nội), nhưng ông từ chối. 
Bảy năm sau, ngày 22 tháng 1 năm 1745, ông lãnh án xử trảm tại Thăng Long dưới thời Chúa Trịnh Doanh. Thi hài được rước về Nhà chung Lục Thủy.